# Ichneumon sieboldi
Ichneumon sieboldi là một loài tò vò trong họ Ichneumonidae.